# Илия (Торский)
Илия Торский (ум. 1645) — игумен и возобновитель Густынского монастыря Черниговской епархии Украинской православной церкви.

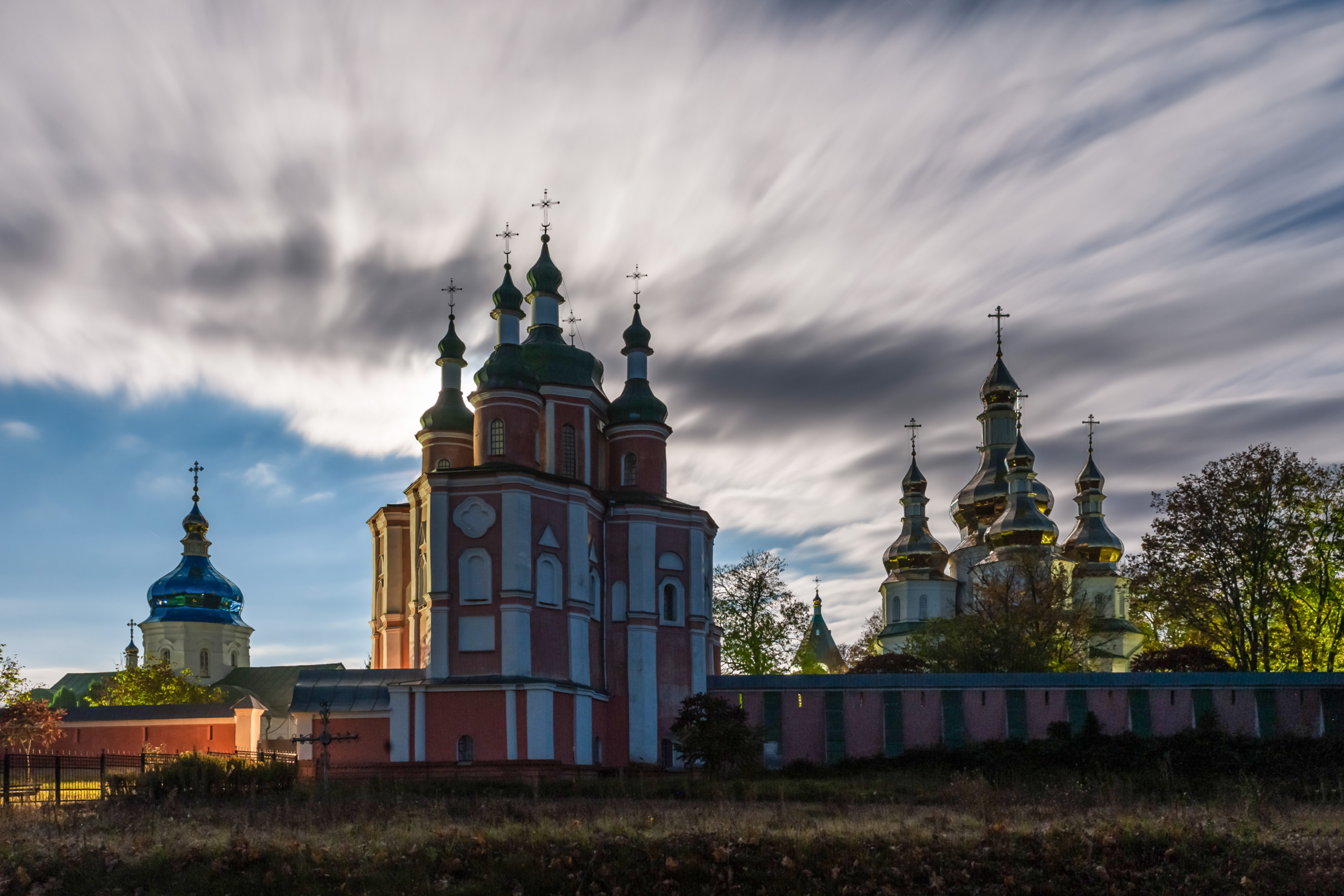
Густынский монастырь

О мирской жизни Илии сведений не сохранилось, летописные свидетельства о нем появляются в 1639 году, когда Илия Торский прибыл из Киево-Печерской лавры на игуменство в Густынский Свято-Троицкий монастырь, находившийся в совершенном запустении после бегства в Путивль прежнего игумена Василия; после того как за поддержку левобережными монастырями народных восстаний против шляхты, Иеремия Вишневецкий начал карать не только казаков и крестьян, но и монахов. Игумен Василий с монахами Густынского монастыря, не дожидаясь своей очереди и прихватив всё ценное, бежали в Путивль, «в чужую землю Московськую», как записал летописец.
Некоторое время новый игумен с братией питался подаяниями, но деятельно восстановлял монастырь; митрополит Петр Могила, посетив в том же году Густынский монастырь, дал благословение на сооружение нового храма. Петр Могила приказал построить новую большую церковь. На строительство церкви в 1641 году игумен выпросил значительную помощь от молдавского господаря Василия Лупу и от московского царя Михаила Фёдоровича. За пять лет монастырь был восстановлен, построена церковь.
Илия Торский скончался в 1645 году.